# Николаевка (Авдеевский сельсовет)
Николаевка — деревня в Тамбовском районе Тамбовской области России. Входит в Авдеевский сельсовет.

## География
Расположена вблизи автотрассы на трассе Р119, на речке Матыра, в 200 метрах от окраины деревни Дмитриевка, примерно в 7 км к востоку от села Авдеевка .

## Население
| 2010 |
| ---- |
| 25   |

На 2012 год население составляло 23 человека.

## Инфраструктура
Личное подсобное хозяйство.
Основа экономики — сельское хозяйство.

## Транспорт
Деревня доступна автотранспортом. Ближайшая остановка общественного транспорта «Дмитриевка» расположена примерно в 650 метрах по прямой.